# تيوغوانين
تيوغوانين يعرف أيضاً بالثيوغوانين أو 6 ثيوغوانين وهو دواء يستخدم في علاج سرطان الدم النقياني الحاد (AML)، وسرطان الدم الليمفاوي الحاد (ALL) وأيضاً سرطان الدم النقياني المزمن (CML). لا ينصح باستخدامه لفترات طويلة، ويعطى من خلال الفم.
أشهر الآثار الجانبية لاستخدام هذا الدواء تتضمن: كبت النخاع العظمي، أمراض بالكبد، التهاب مخاطية الفم. حيث يوصى بعمل فحص لإنزيمات الكبد بشكل أسبوعي خلال فترة العلاج ، ويزداد خطر تعرض المريض للآثار الجانبية للدواء إذا كان من الأشخاص الذين لديهم نقص في إنزيم الثيوبيورين ميثل ترانسفيراز. كذلك يجب تجنب الحمل إذا كان الرجل أو المرأة يخضع للعلاج بهذا الدواء.
تيوغوانين يعد من ضمن الأدوية المضاده للأيض. ومن ناحية تركيبه الكيميائي فهو مضاهئ بيورين في الغوانين ويعمل التيوغوانين على تدمير الـ DNA  والـ RNA.
تم تطوير تيوغوانين بين عامي 1949 و1951. وهو على قائمة الأدوية الأساسية لمنظمة الصحة العالمية، الأدوية الأكثر فعالية وأماناً المطلوبة في النظام الصحي. سعر الجملة في العالم النامي يبلغ حوالي 7.07 دولار أمريكي لكل 40 ملغ من الحبوب بحلول عام 2014. في المملكة المتحدة يكلف هذا المبلغ NHS حوالي 4.14 جنيه.

## الاستخدامات الطبية
- سرطان الدم الحاد عند الأطفال والبالغين
- سرطان الدم النقياني المزمن
- مرض الأمعاء الالتهابي، خاصة التهاب القولون التقرحي
- الصدفية [11]

## الآثار الجانبية
- قلة الكريات البيض وقلة الخلايا المتعادلة
- نقص الصفيحات
- فقر الدم
- فقدان الشهية
- غثيان وتقيؤ
- تسمم الكبد وهذا يتجلى على النحو التالي:

### مرض الكبد انسداد فينيو
كان مصدر القلق الرئيسي الذي أعاق استخدام ثيوغوانين هو مرض انسداد الأوعية الدموية (VOD). وتم الإبلاغ عن حدوث NRH مع ثيوغوانين بين 33-76 ٪. إن خطورة ظهور الفيديو حسب الطلب أمر خطير وغير قابل للإعادة بشكل دائم لذا كان هذا التأثير الجانبي مصدر قلق كبير. ومع ذلك، أظهرت الأدلة الحديثة باستخدام نموذج حيواني للـ NRH / VOD الناجم عن مادة تيوغينين أنه، خلافاً للافتراضات السابقة، يعتمد NRH / VOD على الجرعة وقد تم إثبات آلية ذلك. وقد تأكد هذا في التجارب على البشر، حيث ثبت أن ثيوغوانين آمن لكنه فعال لمرض الاضطرابات الهضمية عند استخدامه بجرعات أقل من تلك الموصوفة عادة. وقد أدى هذا إلى إحياء الاهتمام في ثيوغوانين بسبب فعاليته العالية وأسرع من العمل مقارنة بالثيوبيورين ومثبطات المناعة الأخرى مثل الميكوفينيلات.

## موانع الاستعمال
- الحمل
- الرضاعة قد يكون تحذير السلامة ضد الرضاعة الطبيعية تقييماً محافظاً، لكن الأدلة البحثية تشير إلى أن الثيوبورين لا يدخل في لبن الأم.[15]

## التفاعلات
الأمراض السرطانية التي لا تستجيب للعلاج بالميركابتوبيورين لن تستجيب للتيوغوانين. ومن ناحية أخرى، بعض حالات مرض الأمعاء الالتهابي التي لا تستجيب للميركابتوبيورين (أو الدواء الاولي له آزاثيوبرين) من الممكن أن تستجيب للتيوغوانين.

## علم الوراثة الدوائي
يعد إنزيم الثيوبيورين ميثل ترانسفيراز هو المسؤول عن التثبيط المباشر لثيوغوان إلى قاعدة ميثيليثوغوانين - وهذا الميثيون يمنع ثيوغوانين من تحويل إضافي إلى نواتج نوكليوتيد نوكليوتيد نشطة  يمكن أن تؤدي بعض التغيرات الجينية داخل الجين TPMT إلى انخفاض أو عدم وجود نشاط إنزيم TPMT، والأفراد الذين هم متماثلات اللواقح أو متغاير الزيجوت لهذه الأنواع من الاختلافات الجينية قد يكون لديهم مستويات متزايدة من نواتج TGN وزيادة خطر الإصابة بإخماد نخاع العظم الشديد (كبت نقي العظم) تلقي ثيوغوانين  في العديد من الأعراق، تحدث تعدد الأشكال TPMT التي تؤدي إلى انخفاض أو غياب نشاط TPMT مع تردد حوالي 5 ٪، وهذا يعني أن حوالي 0.25 ٪ من المرضى متماثلون لهذه المتغيرات. ومع ذلك، يمكن لمقايسة نشاط TPMT في خلايا الدم الحمراء أو اختبار وراثي TPMT تحديد المرضى الذين يعانون من نشاط TPMT مخفض، مما يسمح بتعديل جرعة ثيوبورين أو تجنب الدواء بالكامل. وصف الدواء الذي وافقت عليه إدارة الأغذية والعقاقير لمذكرات الثيوغوان أن المرضى الذين يعانون من نقص TPMT قد يكونون عرضة لتطوير كبت نقي العظم وأن المختبرات تقدم اختبار لنقص TPMT.] في الواقع، يعد اختبار نشاط TPMT حاليًا أحد الأمثلة القليلة على علم الوراثة الدوائي الذي يتم ترجمته إلى الرعاية السريرية الروتينية.

## الأيض وحركية الدواء
جرعة واحده عن طريق الفم لا تتعرض بأكملها لعمليات الايض والامتصاص وهذا يختلف من شخص لآخر. التوافر الحيوي للثيوغوانين يبلغ بالمتوسط 30% (بمدى يتراوح بين 14-46 %). اعلى تركيز من هذا الدواء في البلازما بعد جرعة واحدة عن طريق الفم يظهر بعد 8 ساعات.
الثيوغوانين، مثل الثيوبيورينات الأخرى، سام للخلايا البيضاء؛ ونتيجة لذلك فأن جرعات قليله منه تثبط المناعة والجرعات العالية منه تعطي تأثير مضاد لسرطان الدم اومضاد للورم. الثيوغوانين يندمج في خلايا نخاع العظم في الإنسان، لكن لاتستطيع العبور من خلال حاجز الدم الدماغي. كما لا يمكن اثبات ان الثيوغوانين موجود في السائل الدماغي الشوكي.
عمر النصف للثيوغوانين في البلازما قصير، بسبب امتصاصه السريع من قبل الكبد وخلايا الدم وتحويله إلى 6 ثيوغوانين نيوكليوتيد. يتم طرح الثيوغوانين خارج الجسم من خلال الكليتين في البول، لكن بشكل رئيسي كناتج ايض (2-امينو6-ميثل ثيوبيورين).
الثيوغوانين يتعرض للايض الهدمي بطريقتين ، أول طريقة تتمثل بحدوث  عملية نزع الأمين من خلال انزيم نازعة أمين الغوانين ‏ لينتج المركب 6 ثيوزانثين، الذي له فاعلية قليلة كمضاد للاورام، ثم يحدث له اكسدة من خلال انزيم أوكسيداز الزانثين وينتج  حمض التيوريك. الطريقة الثانية تتمثل بحدوث عملية نزع مجموعة ميثل من الثيوغوانين وينتج المركب 2-امين 6-ميثل ثيوبيورين، له فاعلية قليلة كمضاد للاورام ويعد اقل سميه من الثيوغوانين.

## آلية التفاعل
6-ثيوغوانين يستخدم إنزيم هيبوكزانتين-غوانين فوسفوريبوزيل-ترانسفيراز ليتحول للمركب 6-ثيوغوانوزين مونوفوسفات، تركيز عالي من هذا المركب من الممكن أن يؤدي إلى تراكمه داخل الخلايا وعرقلة تصنيع الغوانين نيوكليوتيد عن طريق انزيم  ديهيدروجيناز إينوزين مونوفوسفات.(IMP dehydrogenase).
ثم يتعرض المركب 6-ثيوغوانوزين مونوفوسفات لعملية فسفرة وينتج المركبين، ثيوغوانوزين ثنائي الفوسفات وثيوغوانوزين ثلاثي الفوسفات. 6-ثيوغوانوزين مونوفوسفات ثيوغوانوزين ثنائي الفوسفات وثيوغوانوزين ثلاثي الفوسفات، هذه الثلاث مركبات مجتمعة تسمى 6-ثيوغوانين نيوكليوتيد.
6-ثيوغوانين نيوكليوتيد سام للخلايا من خلال:
1. اندماجه مع DNA في فترة حدوث الطور التركيب من دورة الخلية
2. يثبط الجي بروتين مما يؤدي إلى تثبيط Rac1 ، الذي ينظم المسار المسمى ب Rac/Vav [25]

من الممكن أن يرتبط ال 6-ثيوغوتنين بال RNA ، مما يؤدي إلى تعديل في شريط ال RNA لا يمكن قراءته من قبل الريبوسوم.

## الكيمياء
لونه أصفر باهت، ليس له رائحة، على شكل مسحوق بلوري.

## الأسماء
تيوغوانين (INN، BAN) أو ثيوغوانين (AAN، USAN).
يدار ثيوغوانين عن طريق الفم (كأقراص تدعى لانفس - "Lanvis").